# Paula Sebastián
Paula Sebastián es una actriz española de Teatro, Cine y TV.

## Trayectoria
Actriz de formación teatral, desde principios de los años ochenta se curte sobre los escenarios, realizando también pequeños papeles secundarios en televisión (Anillos de oro, Segunda enseñanza). En esos años interpreta sobre las tablas Las amargas lágrimas de Petra von Kant (1986), El placer de su compañía (1988) Y yo con estos nervios (1989), con Iñaki Miramón y Tomás Gayo.
En 1989 le surge la oportunidad, a través de Hugo Stuven, de participar en un a pequela comedia de sketches en el programa de humor de TVE Pero... ¿esto qué es?, junto a debutantes en la pequeña pantalla como Elisa Matilla y actores de más larga trayectoria como Alfonso Lussón.
Tras esa incursión en TV, de regreso a los escenarios, en 1990 estrena Un sabor a miel, de Shelagh Delaney, junto a Beatriz Carvajal. Le sigue Etiqueta Negra (1991), cuya interpretación la hace merecedora del Premio Ercilla de Teatro.
En 1994 debuta en el cine, y participa en el primero de los dos únicos títulos en los que hasta 2007 ha participado Cómo ser infeliz y disfrutarlo, con Carmen Maura. Un año después participa en la primera temporada de la exitosa serie de televisión Médico de familia. Su siguiente intervención en la pequeña pantalla se hace esperar hasta 2000 en que se incorpora a algunos episodios de la serie El Comisario en Telecinco.
En 2005 se embarca en el ambicioso proyecto del musical Mamma Mia!, interpretando a Rosie, una de las amigas de Dona (Nina). Tras el éxito rotundo del espectáculo, desde septiembre de 2007, protagonizó otro musical: Quisiera ser, que rememora las canciones del Dúo Dinámico y en 2013, Escuela de calor, con canciones de la movida madrileña.

## Obras representadas
- Al derecho y al revés (1984)
- Las amargas lágrimas de Petra von Kant (1986)
- Arsénico y encaje antiguo (1987)
- El placer de su compañía (1988)
- Y yo con estos nervios (1989)
- Un sabor a miel (1990)
- Etiqueta Negra (1991)
- Entre Tinieblas (1992)
- Dama de corazones (1993)
- Feliz cumpleaños Señor Ministro (1994)
- Cómo amar a tres hombres a la vez y no estar loca (1995)
- Entre mujeres (1996)
- El apagón (1997) de Peter Shaffer.
- Tú te vas y me abandonas (1998) de Julio Escalada.
- La ratonera (1999) de Agatha Christie.
- Misión al pueblo desierto (2000) de Antonio Buero Vallejo.
- Cyrano de Bergerac (2000)
- Madrugada (2000)
- Madame Raquin (2001)
- El águila y la niebla (2002), de Narciso Ibáñez Serrador.
- Corona de amor y muerte (2003)
- Celos del aire (2003)
- Mamma Mia! (2005 - 2007)
- Quisiera ser (2007 - 2008)
- Escuela de calor (2013)